# Perć Przyrodników
Perć Przyrodników (deutsch Naturfreundepfad) ist ein Höhenweg in dem Massiv der Babia Góra in Polen. Er gilt als mittelschwerer Wanderweg in den Saybuscher Beskiden. Sein Name rührt daher, dass in die Mitarbeiter des Nationalpark Babia Góra regelmäßig benutzten.

## Lage und Route

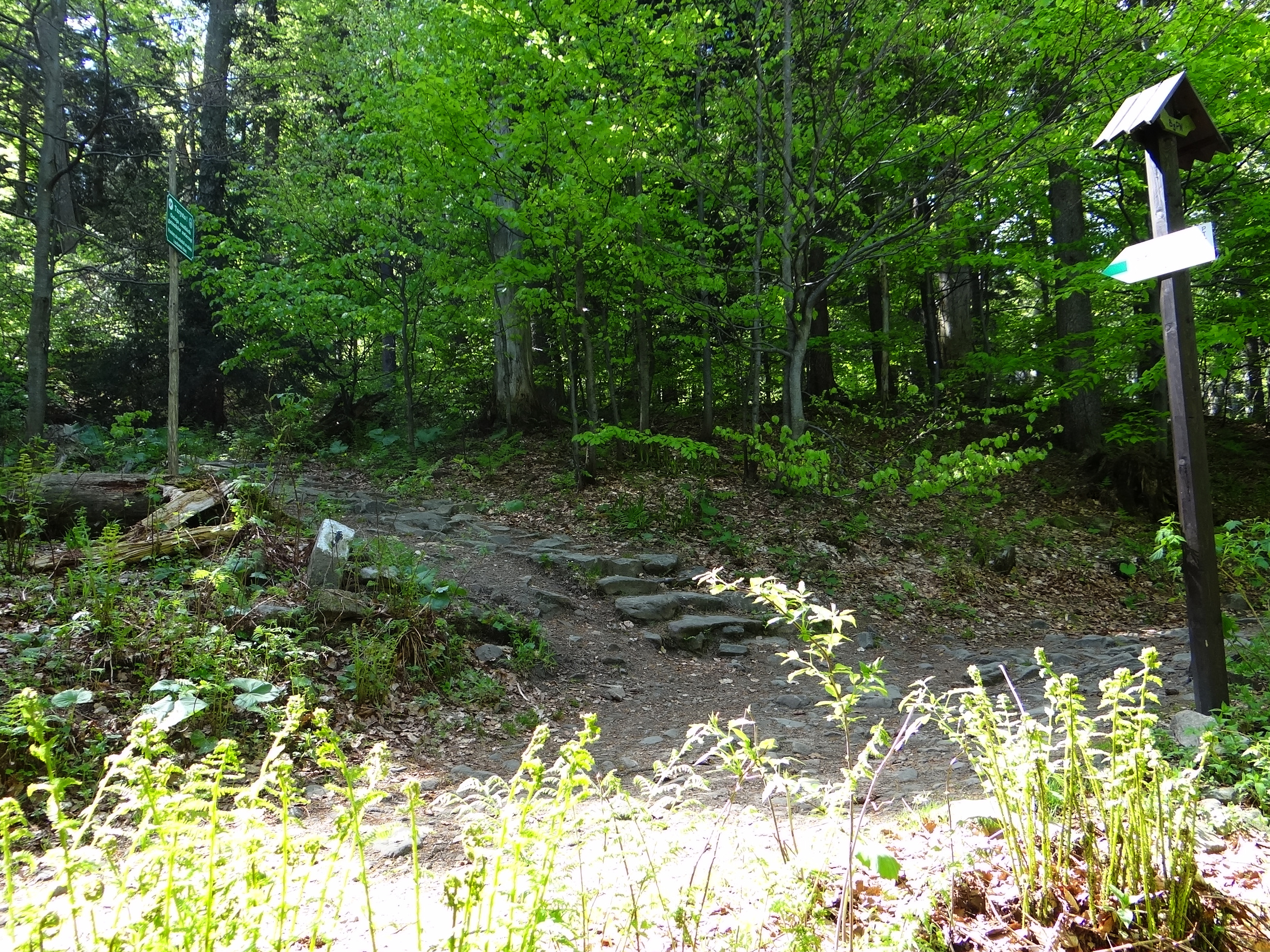
Beginn des Pfads

Der Weg beginnt an der Markowe-Szczawiny-Hütte und führt auf den Gipfel Sokolica im Massiv der Babia Góra.

### Verlauf
Zunächst läuft man ein Stück entlang des blau markierten Wanderwegs Górny Płaj entlang, der zunächst auf 1050 Höhenmeter herabsteigt. Bald zweigt der grün markierte Pfad nach oben hin ab. Zunächst läuft man durch einen alten Bergwald, ein streng geschütztes Naturschutzgebiet im Nationalpark. Danach kommt ein Abschnitt mit Bergkiefern und schließlich eine Gerölllandschaft. Am Schluss wird es etwas steil, zur Aussichtsplattform führt eine Felstreppe. Der Weg kreuzt mehrere andere Wanderwege. Im Gipfelbereich kreuzt er den Beskidenhauptwanderweg.